# Paracuaria adunca
Paracuaria adunca is een rondwormensoort uit de familie van de Acuariidae. De wetenschappelijke naam van de soort is voor het eerst geldig gepubliceerd in 1846 door Creplin.